# Leucodynerus tetralobus
Leucodynerus tetralobus är en stekelart som först beskrevs av Richard Mitchell Bohart 1942.  Leucodynerus tetralobus ingår i släktet Leucodynerus och familjen Eumenidae. Inga underarter finns listade i Catalogue of Life.